# Ilha Nosy Mangabe
A ilha Nosy Mangabe, ou Nosy Marosy, é uma pequena ilha de Madagáscar, situada no nordeste da ilha principal (em Analanjirofo, província de Toamasina), no interior da baía de Antongil e estando a 2 quilômetros da cidade de Maroantsetra. Ela tem 5,2 km2, o seu clima é tropical e administrativamente pertence ao Parque Nacional de Masoala, que também se localiza na península de Masoala; tornando-se área protegida desde o ano de 1965 e estando coberta de densas e montanhosas florestas tropicais pluviais, chegando a 1.331 metros de altitude. O seu nome deve-se ao fato de, no século XVIII, os europeus, incluindo os holandeses, terem ido até a ilha procurar escravos. Nosy Mangabe significa "a grande ilha azul" ou "a ilha com muitos escravos". A palavra "manga" era usada para referir-se aos escravos, mas também é dito que mangueiras foram lá plantadas para alimentá-los. No século XIX o poder colonial francês a conquistou, transformando-a num entreposto comercial. No topo da ilha é possível avistar inscrições nas rochas (datadas entre 1601 e 1657) contando aventuras de marinheiros europeus do século XVII, durante sua passagem pela costa leste de Madagáscar.

## Fauna
Em Nosy Mangabe, durante os anos 60, foi introduzida a espécie de primata Daubentonia madagascarienses (Aie-aie) a fim de criar uma reserva para protegê-los da extinção, porque foram caçados pela população local, por séculos, acreditando que esses animais eram símbolo da morte e precursores do mal. Outras espécies de primatas, do tipo lêmure, que podem ser encontradas na ilha, são o Microcebus rufus, Microcebus murinus, Avahi laniger, Eulemur albifrons e Varecia variegata. Há também várias aves (como Buteo brachypterus e Terpsiphone mutata) e também um bom número de répteis e anfíbios, como lagartixas de cauda de folha (Gekkonidae do gênero Uroplatus), sapos, tartarugas marinhas, camaleões (incluindo o gênero Brookesia), pequenas cobras e até uma jiboia endêmica (Sanzinia madagascariensis).

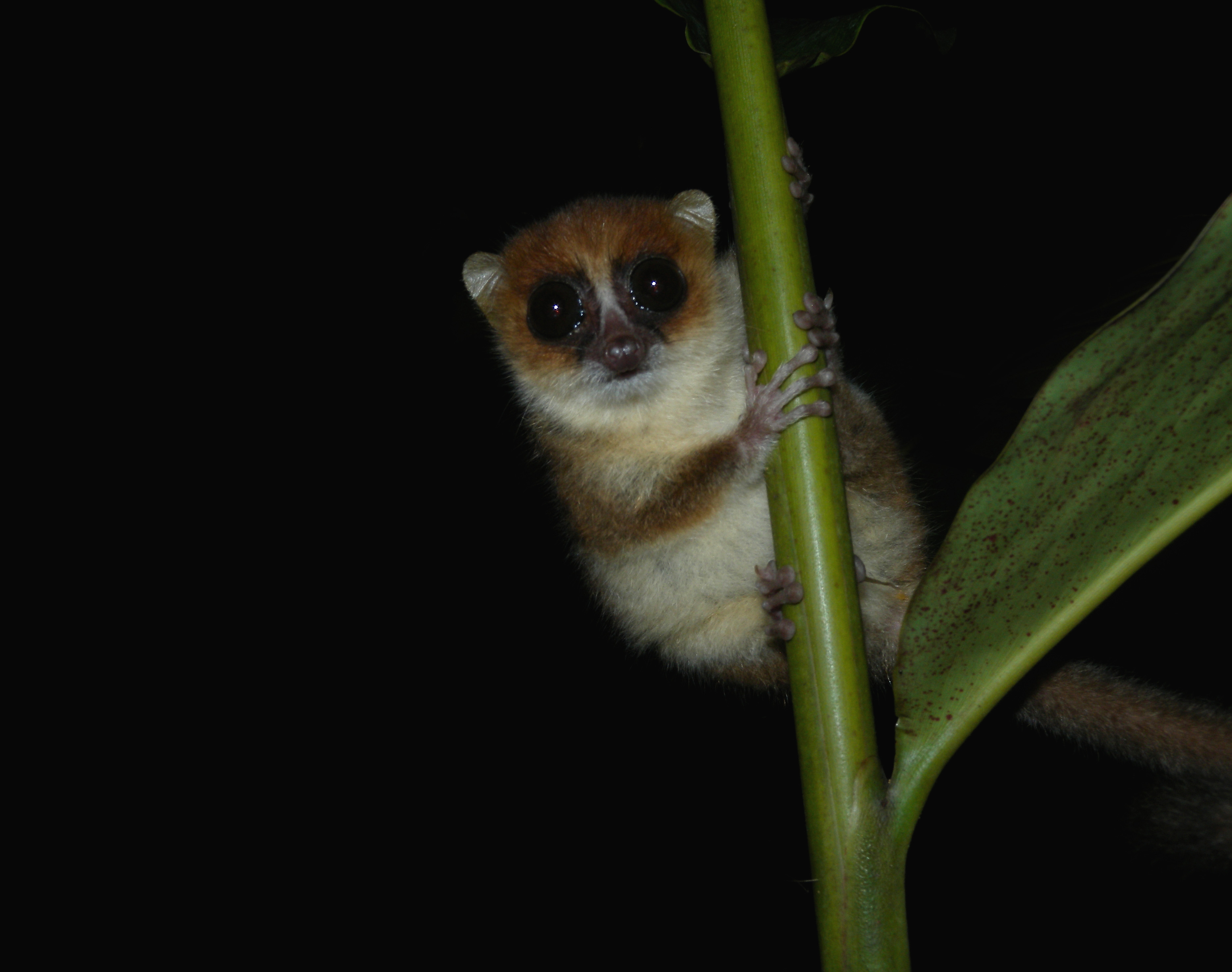
Lêmure Microcebus rufus.
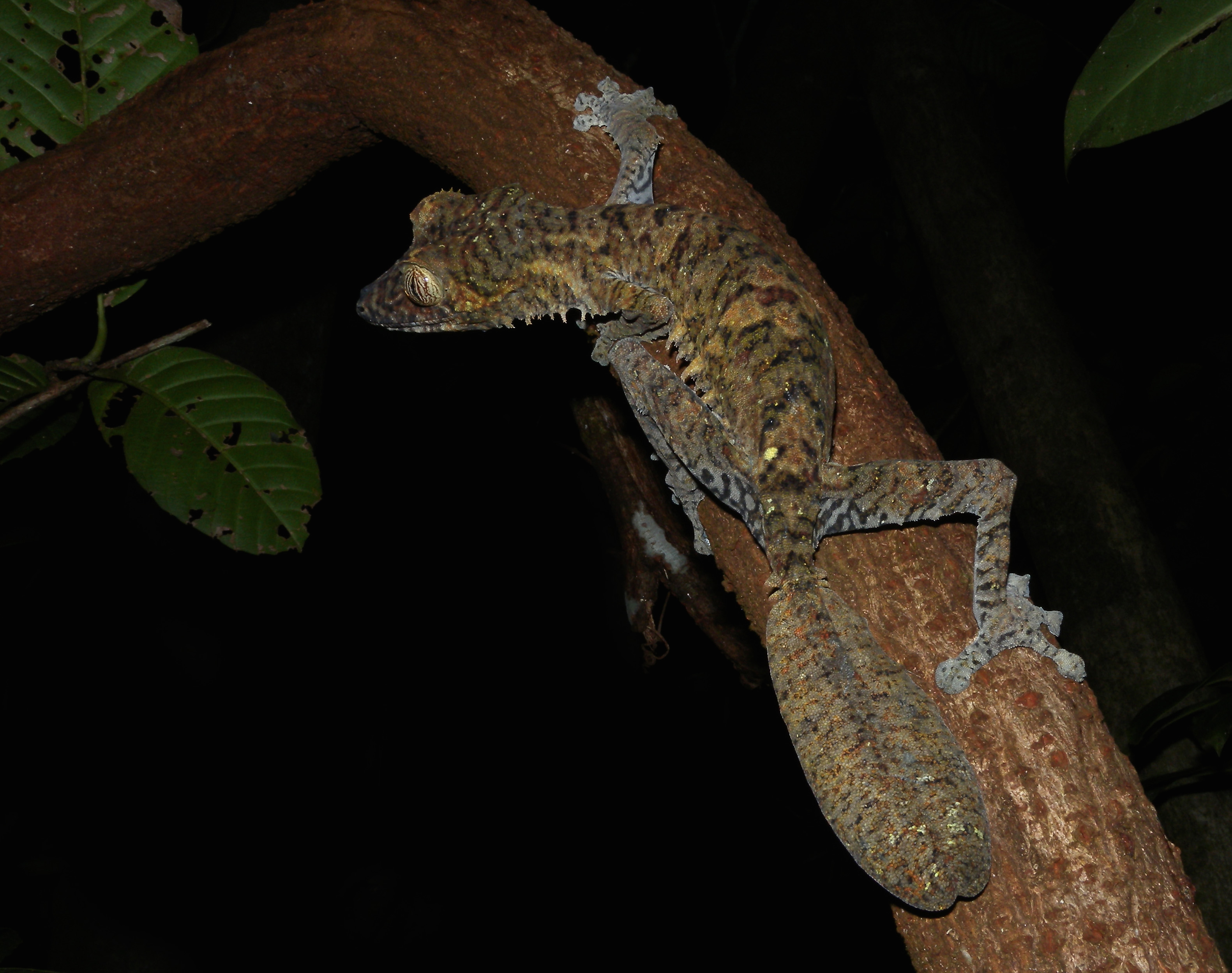
Lagartixa Uroplatus fimbriatus.
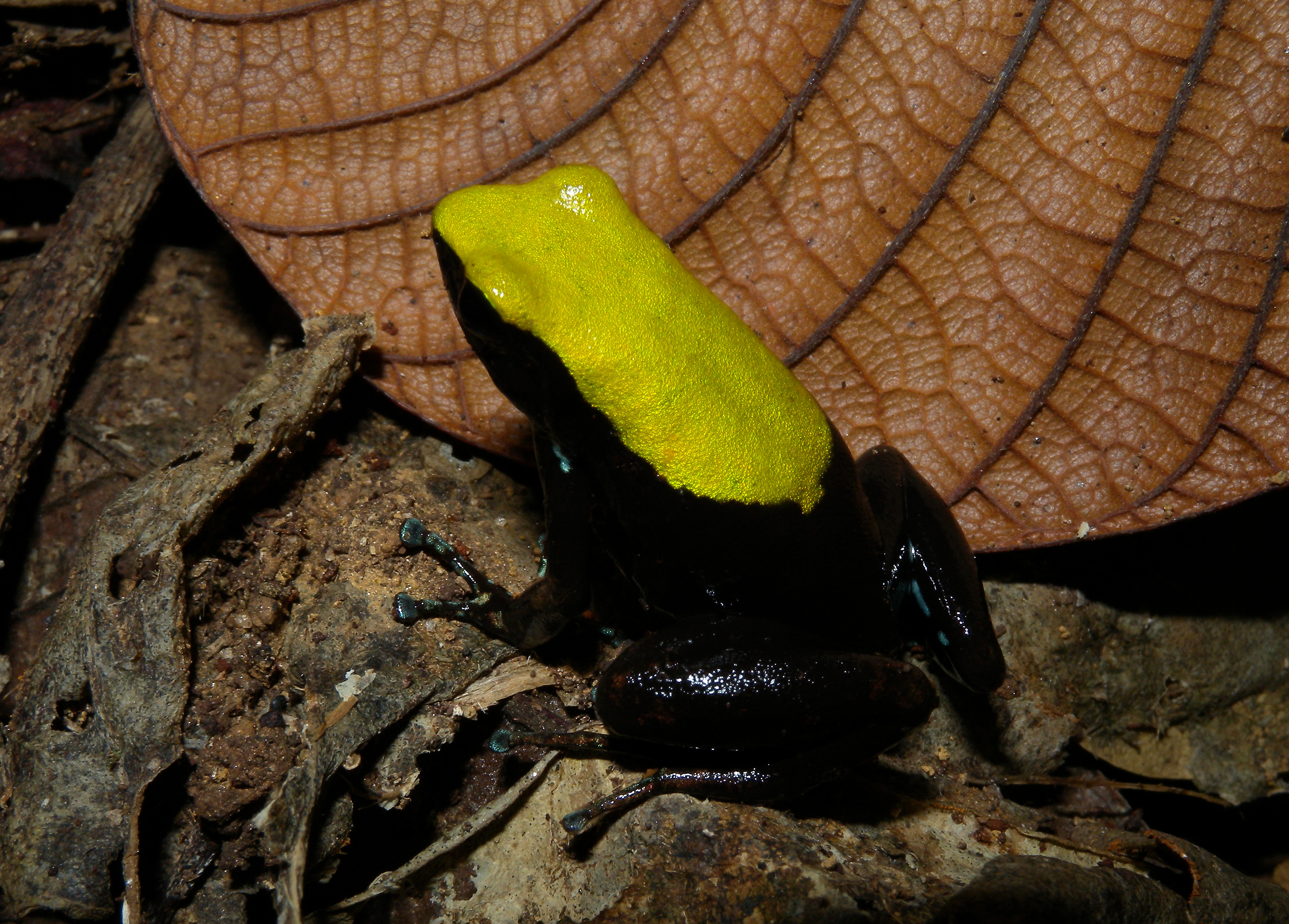
Anfíbio Mantella laevigata.
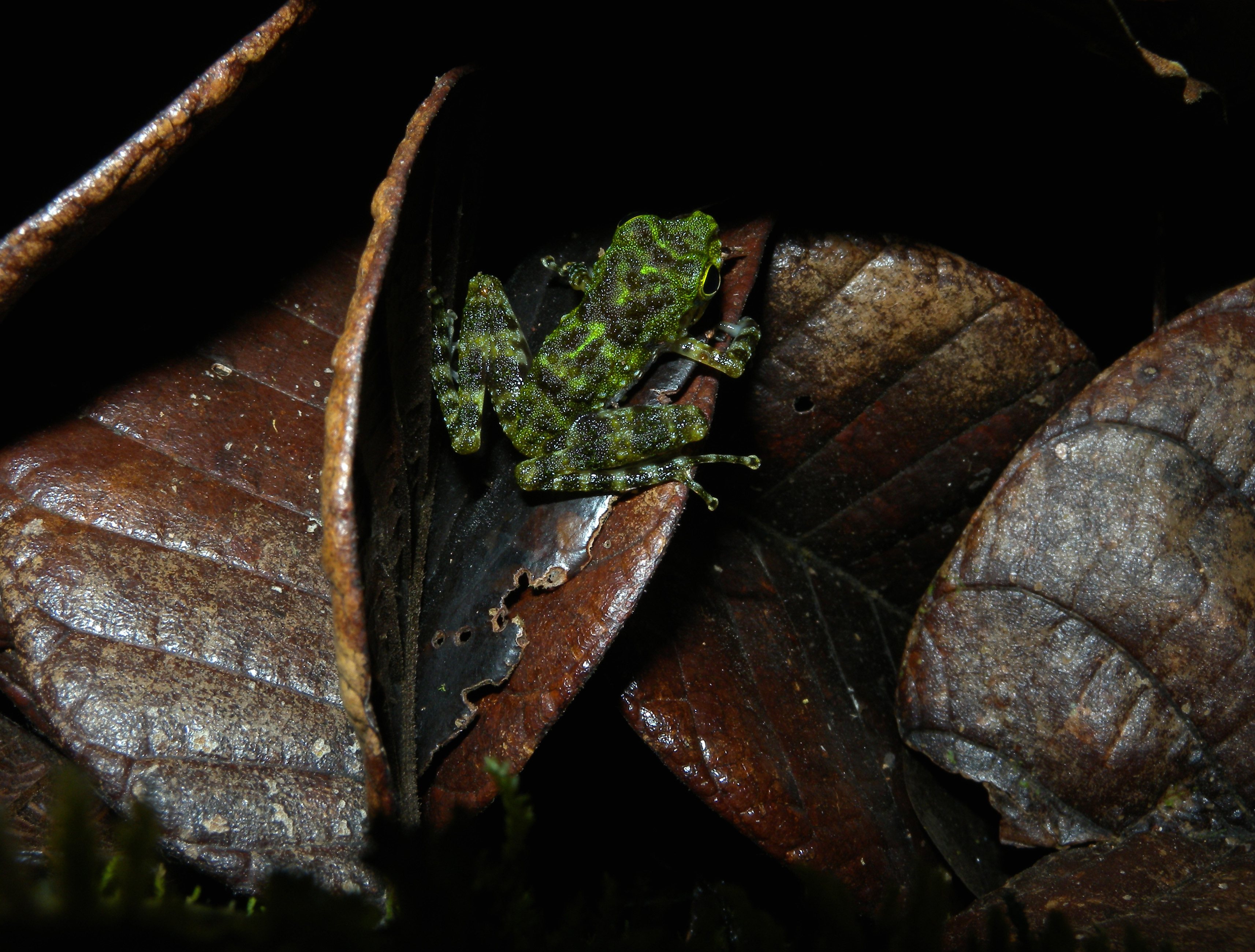
Anfíbio Gephyromantis webbi.
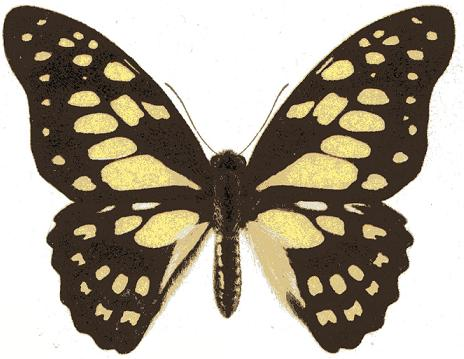
Borboleta Graphium cyrnus.
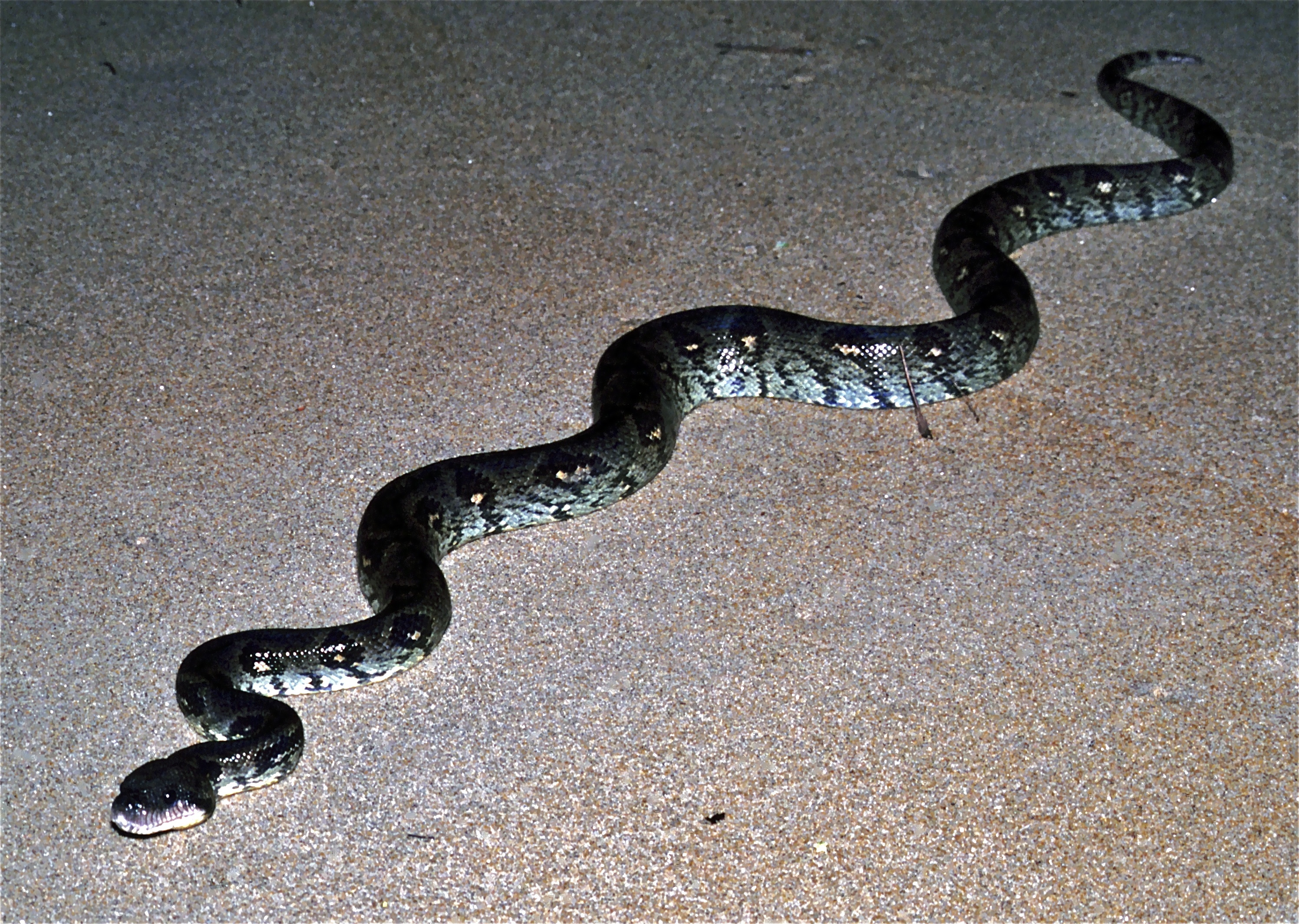
Cobra Sanzinia madagascariensis.